# 大井村 (山梨県)
大井村（おおいむら）は山梨県中巨摩郡にあった村。現在の南アルプス市中心部に南接する区域にあたる。

## 地理
- 河川：滝沢川

## 歴史
- 1875年（明治8年）7月5日 - 巨摩郡江原村・下宮地村・鮎沢村・古市場村が合併して大井村となる。
- 1878年（明治11年）7月22日 - 郡区町村編制法の施行により、大井村が中巨摩郡の所属となる。
- 1889年（明治22年）7月1日 - 町村制の施行により、大井村が単独で自治体を形成。
- 1955年（昭和30年）4月1日 - 落合村・五明村・南湖村と合併して甲西町が発足。同日大井村廃止。

## 名所・旧跡・観光スポット・祭事・催事
- 古長禅寺

## 交通

### 鉄道路線
- 山梨交通
  - 電車線
    - 小笠原下町駅 - 甲斐大井駅

### 道路
- 国道52号